# 角屋七郎次郎
角屋 七郎次郎(かどや　しちろうじろう)は、伊勢商人・角屋家当主が代々名乗った名前。角屋は屋号。本姓は松本。寛永年中には「角谷」とも号する。
なお、代数は、角屋七郎次郎秀持を初代とする場合と2代目とする場合があるが、『角屋家文書』等の文献を見ると歴代の当主たちは秀持を初代とカウントして代々名乗り活動している。このため、本項目では当人たちに従い秀持を初代として記載する。

## 略歴
角屋家の本姓・松本家の祖先は信濃国筑摩郡松本の出身である。永享年間に伊勢国度会郡山田に移住した。七郎次郎元秀の代に伊勢国度会郡大湊に移住して廻船問屋を開始し、「角屋」と号する商人になった。元秀の子・秀持は本能寺の変において一揆に追われた徳川家康の危急を救い、徳川氏の御用商人となった。また、後北条氏・織田氏・北畠氏らの御用達にも携わる豪商ぶりであった。
2代目忠栄の代には蒲生氏郷の松坂城築城と城下町の楽市楽座の開始に伴い、松阪を拠点として活動するようになった。
3代目忠祐の代、貿易中に鎖国令が出て帰国できなくなった忠祐の弟・角屋七郎兵衛栄吉がホイアンに永住することになるという出来事もあった。
1765年（明和2年）には藍玉問屋をはじめ、その2年後には酒問屋も始めた。1769年（明和6年）には一般の諸問屋株禁止のところ角屋だけ除外され、藩から手厚い保護を受けた。
1893年（明治26年）3月の松阪大火では家財を焼失したが、代々祀っていた徳川家康の木像は焼失を免れたという。
11代秀貞の代からは再びもとの山田の地に移住した。

## 歴代

### 元秀
- 角屋七郎次郎 元秀 - 最初に「角屋」の号を名乗った。伊勢国度会郡山田から伊勢国度会郡大湊に移住して廻船問屋を営んだ。ちなみに父の元吉（もとよし）は伊勢の神官で、祖父の兵部（ひょうぶ）は松本郷八幡宮の神職だった[12]。

### 初代
- 初代 角屋七郎次郎 秀持 - （1614年没73歳[3]。）朝熊山の柴を集め、廻船で各地に販路を広げた[6]。1575年（天正3年）4月、北条氏政が徳川家康に書状を送ろうとした際、陸路は武田家の勢力の関係で困難だったので秀持が海路で家康のもとへ使者を送り、喜んだ北条氏政より虎の朱印を与えられた[6][13]。さらに1582年（天正10年）の本能寺の変では徳川家康の堺からの脱出「神君伊賀越え」を手助けした[8]。家康より分国中諸役免許の朱印を授かった秀持は朱印船「八幡丸」を造り[14]、小牧・長久手の戦いでは徳川の陣船に加わった[15]。1600年（慶長5年）9月10日、伏見城に招かれた秀持は家康より「汝の持ち船は子々孫々に至るまで日本国中、いずれの浦々へ出入りするもすべて諸役免許たるべし」と、さらなる特権を与えられた[16]。長男忠栄は伊勢国飯高郡松阪へ、次男忠左衛門岡氏は奥州岩城へ、三男三郎左衛門松本氏は肥前国彼杵郡長崎へ移り住んだ[17]。

### 2代目
- 2代目 角屋七郎次郎 忠栄 - （1644年没71歳[7]。）1588年（天正16年）忠栄が大湊から松坂に移り住んだのは、蒲生氏郷が松坂に松坂城を築き、城下町に楽市楽座を設けた際に招かれたことに由来する[1]。その町名は大湊の「湊」をとって「湊町」と名付けられた[9]。長男は家督を継ぎ、次男角屋七郎兵衛栄吉はホイアンに永住し、日本人町の長を務めた[17]。三男栄信は堺で「鰯屋」と号して廻船業に携わった[1]。

### 3代目
- 3代目 角屋七郎次郎 忠祐 - （1691年没84歳[7]。）角屋七郎兵衛の兄。子宝に恵まれず、有久と久林を養子に迎えた[18]。久林は松本駝堂の父である[18]。

### 4代目
- 4代目 角屋七郎次郎 有久 - （1683年没52歳[7]。）忠祐の養子。

### 5代目
- 5代目 角屋七郎次郎 持忠 - （1746年没75歳[7]。）松本駝堂の従兄。江戸で茶を売るも買い手がないとする書面を残している[19]。

### 6代目
- 6代目 角屋七郎次郎 持信 - （1781年没58歳[7]。）1755年（宝暦5年）に持ち船「八幡丸」が出羽国山本郡能代で難破し、船の新造資金に困難した[1]。

### 7代目
- 7代目 角屋七郎次郎 有喜 - （1819年没69歳[7]。）松本駝堂の後継・松本陀堂と、『安南記』を共著した[20]。角屋七郎兵衛の記録をまとめたもの。

### 8代目
- 8代目 角屋七郎次郎 因信 - （1842年没56歳[7]。）別名に永貞[21]。

### 9代目
- 9代目 角屋七郎次郎 篤敬 - 先祖伝来の徳川家康の木像を公開し、浄瑠璃を上演したいと県令に申し出た記録が残っている[22]。

### 10代目
- 10代目 角屋七郎次郎 元貞 - 角屋七郎次郎家の事跡をまとめた『角屋歴伝』（全6巻）を著した[7]。

### 11代目
- 11代目 角屋七郎次郎 秀貞 - 飯高郡松阪を離れ、かつて元秀の住んだ地である度会郡山田へ移住した[1]。

## 関連人物
- 角屋七郎兵衛栄吉 - 忠祐の弟。鎖国令のためベトナムより帰国できず、ホイアンに永住した[10]。
- 松本駝堂 - 角屋家の別家出身[18]。忠祐の孫。各地で医薬となる植物を探し[23]、天然の和人参を幕府に奉じ賞を賜った[24]。
- 悟心元明 - 忠祐のひ孫。松本駝堂の次男[18]。禅僧・画家・篆刻家。